# Zarabanda
La zarabanda es una danza lenta, del período barroco desarrollada durante los siglos XVI y XVII,  escrita en un compás ternario (característica de la música barroca) y se distingue en que el segundo y tercer tiempo van a menudo ligados, dando un ritmo distintivo de negra y blanca alternativamente. Las blancas corresponden a los pasos arrastrados en el baile y se caracteriza por un tempo allegro y ligero. Tenía similitudes con la chacona.

## Origen
El origen de la zarabanda no se puede especificar con exactitud, sin embargo, hay testimonios que sitúan la danza por los territorios hispánicos y las provincias americanas. En sus inicios este baile tenía carácter popular y consistía en danzar de forma circular con giros y maneras sensuales.  La supuesta referencia a la zarabanda en Panamá en 1539deriva de una errata repetida durante más de un siglo. Otros autores otorgan a la zarabanda un origen exclusivamente español. Aunque se discute su origen africano, habiendo llegado a España a través de la invasión musulmana. En 1596, Alonso López, "el Pinciano", remonta sus orígenes incluso al culto dionisiaco: «Los gentiles griegos hazían a Baco, hacen éstos a Venus con las tres imitaciones: canto, música y danza juntamente. Eso mismo haze[n] los de Ethiopía, si queréis mirar en ello, en esos choros y dazas; Etymología de zarabanda.. y éstos, a mi parecer, trajeron a este mundo la zarabanda, a la cual a sí llamaron algunos hombres leydos de la dithiramba; y esso fue el principio de la. [...] Aquí dixo el Pinciano: Por qué razón a la dithiramba digan zarabanda, me parece aller ente[n]dido bien, pero por qué la dithiramba se diga así, o no lo he oydo, o se me ha ydo de la memoria.»
Los instrumentos que acompañaban a este baile, eran la guitarra barroca y la percusión con las castañuelas. Además de la instrumentación, se encontraba una parte vocal y la letra estaba relacionada con la temática picaresca (erótica, política, social…). Solía aparecer nombrada la propia danza. 

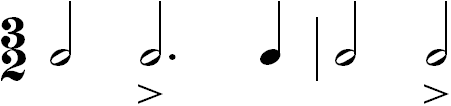
Ritmo habitual de la Zarabanda durante la primera mitad del.

Los moralistas de la época la consideraban un baile obsceno y despreciable. Rodrigo Caro en 1626 comentó «Estos lascivos bailes parece que el demonio los ha sacado del infierno, y lo que aun en la república de los gentiles no se pudo sufrir por insolente, se mira con aplauso y gusto de los cristianos, no sintiendo el estrago de las costumbres y las lascivias y deshonestidades que suavemente bebe la juventud con ponzoña dulce, que por lo menos mata al alma; y no sólo un baile, pero tantos, que ya parece que faltan nombres y sobran deshonestidades: tal fue la zarabanda, la chacona, la carretería, la japona, Juan Redondo, rastrojo, gorrona, pipirronda, guriguirigaí y otra gran tropa de este género, que los ministros de la ociosidad, músicos, poetas y representantes inventan cada día sin castigo.» Y Juan de Mariana, comentó alrededor de 1609: «solo quiero decir que entre las otras invenciones ha salido estos años un baile y cantar tan lascivo en las palabras, tan feo en los meneos, que basta para pegar fuego aun á las personas muy honestas. Llámanle comúnmente zarabanda, y dado que se dan diferentes causas y derivaciones de tal nombre, ninguna se tiene por averiguada y cierta; lo que se sabe es que se ha inventado en España, que la tengo yo por una de las graves afrentas que se podían hacer á nuestra nacion.» Sus principales detractores pertenecieron generalmente a las instituciones eclesiásticas y de poder, y fue por ello prohibida en España en una orden fechada el tres de agosto de 1583, acusándola de incitar a la imitación en el público. («A 3 de agosto de 1583, mandan los señores alcaldes de la casa y corte de su majestad, que ninguna persona sea osado de cantar, ni decir, por las calles ni casas ni en otra parte el cantar que llaman de la zarabanda, ni otros semejantes. So pena de cada doscientos azotes y a los hombres de cada seis años de galeras y a las mujeres, de destierro del reino.»)
La zarabanda fue citada con frecuencia en la literatura de la época (a saber, la de Góngora, Cervantes o Lope de Vega, entre otros) y gozó de enorme popularidad hasta entrado el XVII. Cervantes, por ejemplo, incluyó la frase «... el endemoniado son de la zarabanda» en El celoso extremeño. 
En El diablo cojuelo (1641) de Luis Vélez de Guevara, el demonio encerrado en la retorta afirma: "demonio más por menudo soy, aunque me meto en todo: yo soy las pulgas del infierno, la chisme, el enredo, la usura, la mohatra; yo traje al mundo la zarabanda, el déligo, la chacona, el bullicuzcuz, las cosquillas de la capona, el guiriguirigay, el zambapalo, la mariona, el avilipinti, el pollo, la carretería, el hermano Bartolo, el carcañal, el guineo, el colorín colorado; yo inventé las pandorgas, las jácaras, las papalatas, los comos, las mortecinas, los títeres, los volatines, los saltambancos, los maesecorales y, al fin, yo me llamo el Diablo Cojuelo".

## Exilio
La zarabanda llega a Italia, manteniendo su carácter popular y con una forma compositiva reservada a instrumentos solistas como la guitarra barroca o el violín.
Francia adopta la zarabanda y la desvinculará de sus raíces como danza del pueblo, elevándola a la majestad. Se desarrollará dentro de la música culta, pasando a ser uno de los movimientos imprescindibles de las suites (conjuntos de danzas), además de incluirse en piezas para solista y en los ballets de la corte. Adoptará otro tipo de temática en su poesía, más expresiva (manierista), e incorporará a su haber otros instrumentos, como el clave o el laúd.
Este modelo se difundió por toda Europa, en países como Inglaterra o Alemania, aunque en España quedó remplazada por la chacona. 
La zarabanda fue resucitada en el siglo XX por compositores como Claude Debussy, Erik Satie y, con otro estilo, Vaughan Williams (en Job) y Benjamin Britten (en Simple Symphony).
Quizá la zarabanda más famosa es la anónima La Folía, cuya melodía aparece en piezas de varios compositores desde la época de Claudio Monteverdi y Arcángelo Corelli hasta la actualidad. (Stanley Kubrick utilizó en la banda sonora de su película Barry Lyndon una zarabanda de Händel, a saber, el cuarto movimiento de su Suite para clave en re menor, HWV 437, que no es otra cosa que una variación de La Folía.)
Dentro de la música procesional, las agrupaciones musicales tienen adaptada esta pieza musical con el nombre de "Cristo que vuelve".